# ムシーア
ムシーア（Muxía）は、スペイン・ガリシア州ア・コルーニャ県のムニシピオ（基礎自治体）。コマルカ・デ・フィステーラに属する。ガリシア統計局によると、2012年の自治体人口は5,269人（2009年：5,510人、2007年：5,663人、2006年：5,746人、2005年：5,823人、2004年：5,899人、2003年：6,029人）。住民呼称はmuxián/-á。カスティーリャ語による表記はMugía（ムヒーア）。
ガリシア語話者の自治体住民に占める割合は、99.59％（2001年）。

## 地理
ムシーアはア・コルーニャ県の西部に位置し、コマルカ・デ・フィステーラに属する。北はリア・デ・カマリーニャスに面し、南はリア・デ・リーレスに面し、西は大西洋に面している。隣接する自治体は北はカマリーニャスと、南はセーと、東はドゥンブリーアとビミアンソとなっている。
ムシーアはコルクビョン司法管轄区に属す。

### 人口
住民は14の教区の102の地区（集落）に居住する。
| ムシーアの人口推移 1900－2010                           |
|                                                         |
| 出典:INE（スペイン国立統計局）1900年 - 1991年、1996年 - |

## 政治
自治体首長はガリシア社会党（PSdeG）のフェリックス・ポルト・セランテス（Félix Porto Serantes）、自治体評議員は、ガリシア社会党：8、ガリシア国民党（PPdeG）：4、ガリシア民族主義ブロック（BNG）：1となっている（2011年5月22日の自治体選挙結果、得票順）。
| 1999年6月13日自治体選挙 |        |        |          |
| 政党                    | 得票数 | 得票率 | 獲得議席 |
| PPdeG                   | 2,225  | 52.34% | 7        |
| PSdeG-PSOE              | 1,570  | 36.93% | 5        |
| BNG                     | 419    | 9.86%  | 1        |

| 2003年5月25日自治体選挙 |        |        |          |
| 政党                    | 得票数 | 得票率 | 獲得議席 |
| PPdeG                   | 2,200  | 49.64% | 7        |
| PSdeG-PSOE              | 1,347  | 30.39% | 4        |
| CDI                     | 558    | 12.59% | 1        |
| BNG                     | 304    | 6.86%  | 1        |

| 2007年5月27日自治体選挙 |        |        |          |
| 政党                    | 得票数 | 得票率 | 獲得議席 |
| PSdeG-PSOE              | 2,124  | 47.68% | 6        |
| PPdeG                   | 1,997  | 44.83% | 6        |
| BNG                     | 306    | 6.87%  | 1        |

| 2011年5月22日自治体選挙 |        |        |          |
| 政党                    | 得票数 | 得票率 | 獲得議席 |
| PSdeG-PSOE              | 2,290  | 57.67% | 8        |
| PPdeG                   | 1,353  | 34.07% | 4        |
| BNG                     | 296    | 7.45%  | 1        |

## 教区
ムシーアは14の教区に分けられる。
- バルドゥージャス（サンショアン）
- カベルタ（サン・フィンス）
- コウシエイロ（サン・ペドロ）
- フリッシェ（サンタ・ロカシア）
- レイス・デ・ナマンコス（サン・ペドロ）
- モライメ（サン・シュリアン）
- モルキンティアン（サンタ・マリーア）
- ムシーア（サンタ・マリーア）
- ネミーニャ（サン・クリストーボ）
- ノサ・セニョーラ・デ・オ（サンタ・マリーア）
- サン・マルティーニョ・デ・オソン（サン・マルティーニョ）
- サンティソ・デ・ブイトゥロン（サン・ティルソ）
- トウリニャン（サン・マルティーニョ）
- ビラストーセ（サン・シブラン）